# Gherța Mică
Gherța Mică là một xã thuộc hạt Satu Mare, România. Dân số thời điểm năm 2002 là 3267 người.